# Cinesystem
A Cinesystem é uma rede brasileira de cinemas sediada na cidade de Maringá, estado do Paraná, atualmente presente em dezoito cidades de onze estados (e o Distrito Federal) de todas as regiões brasileiras. Seu parque exibidor é formado por 26 complexos e 160 salas, média de 6,15 salas por complexo, sendo que todos dispõem de equipamentos 3D da Dolby Digital Cinema. Suas 31 158 poltronas perfazem uma média de 194,74 assentos por sala.

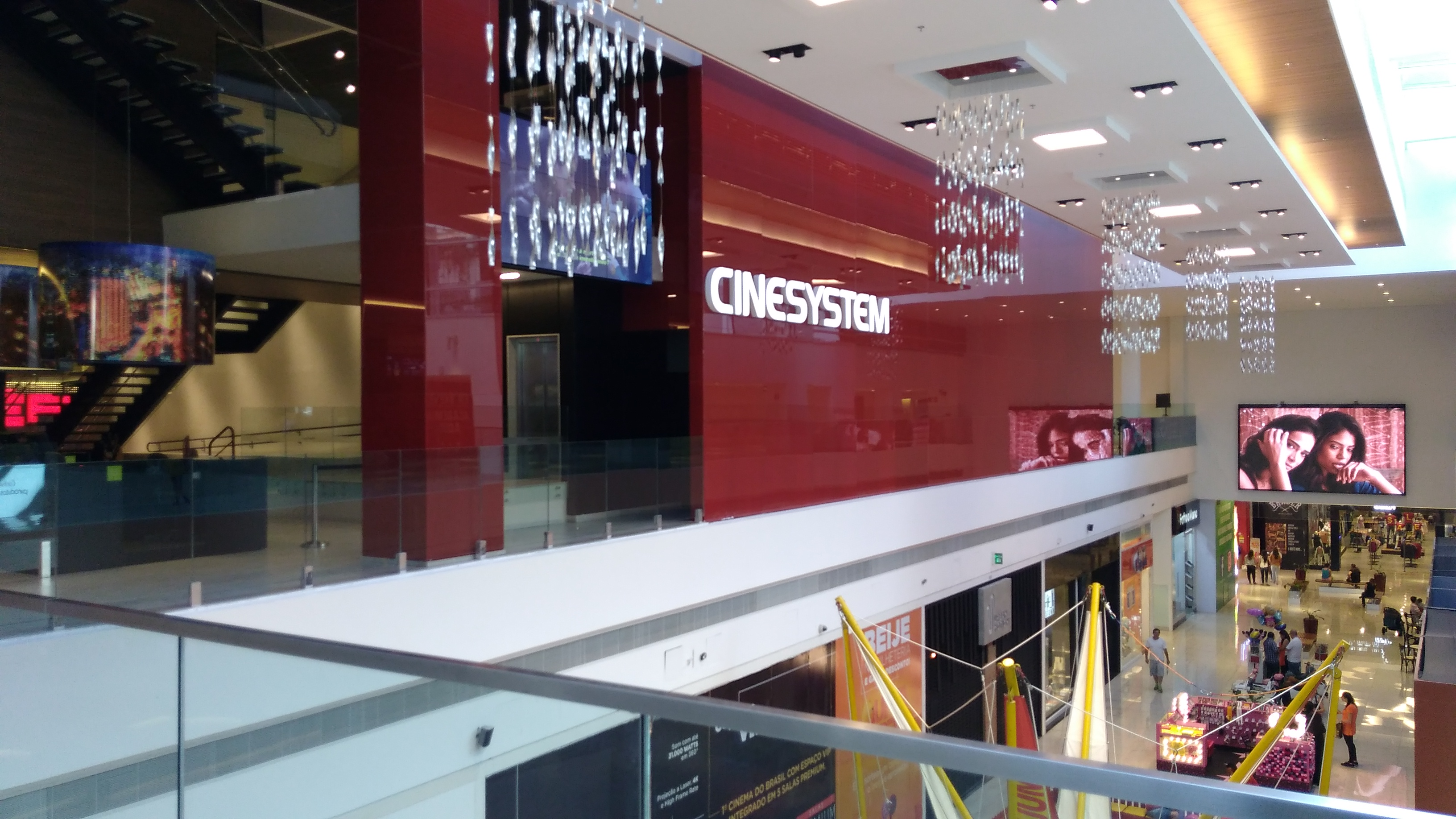
Fachada do Cinesystem Morumbi Town de São Paulo, SP

No primeiro trimestre de 2015, alcançou a posição da 5ª maior rede exibidora brasileira por número de salas, segundo relatório da ANCINE. De acordo com a Revista Exame, em abril de 2016 a empresa já era a quarta maior rede exibidora do país em número de salas (atrás apenas de Cinemark, Cinépolis e Severiano Ribeiro, pela ordem).

## História

### 1999-2013
A empresa nasceu em 1999, com a instalação do primeiro complexo no Maringá Park Shopping, da cidade de Maringá, Paraná.  Seus fundadores - os empresários Marcos Barros e seu irmão Carlos Alexandre Barros - haviam atuado em diversos outros segmentos, como construção civil e informática, sendo sócios de uma empresa que controlava, à época, quatro emissoras de rádio, que utilizou para fazer propaganda do seu primeiro cinema. Os complexos seguintes seriam abertos no Estado do Paraná: a cidade de Ponta Grossa recebeu um Cinesystem em 2001 e Curitiba inauguraria seu complexo em outubro de 2003, no Shopping Cidade. O quarto complexo, aberto em dezembro de 2003, no Shopping Total de Porto Alegre, foi o primeiro fora do estado do Paraná. Esses cinemas abertos em 2003 abririam o processo de expansão da empresa, em curso desde então.

Destacou-se no cenário nacional por ideias inovadoras, como bombonière autosserviço e vendas de ingressos em monitores touch screen. Foi também a primeira empresa exibidora a operar no Brasil com complexos 100% digitais. A fim de sanar a escassez de recursos que dificultavam sua expansão, criou um novo modelo de negócio para o setor de exibição, ao convidar franqueados da empresa McDonald's para entrarem como sócios dos novos empreendimentos. 

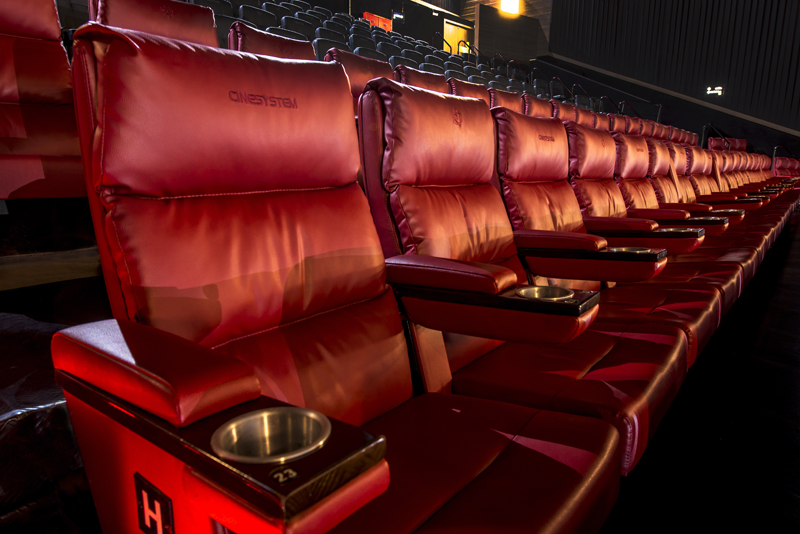
Vista das poltronas do complexo Cinesystem Maceió, AL

De acordo com o site especializado em mercado de cinema FilmeB, a Cinesystem ocupou o ano de 2011 o 5.o lugar no ranking dos maiores exibidores brasileiros por número de salas. Naquele mesmo ano, vendeu seis milhões de ingresso (quinto maior exibidor em público) que proporcionou uma renda de 62,3 milhões de reais (sexta maior renda). Em outubro de 2010, associou-se às empresas Inovação Cinemas e Investimage para instalação do Cine 10 Sulacap, projeto de disponibilização de salas em supermercados da rede Carrefour. Em dezembro de 2011 ocorreu uma divisão societária da empresa, nascendo a empresa Cineflix, que absorveu alguns complexos da Cinesystem nas cidades de Campinas, Maringá, Porto Alegre e São José dos Campos.

### 2014-2020: Ampliação do capital e expansão
Em fevereiro de 2014, perpetrou mais uma inovação, ao abrir o seu capital e aceitar investimentos do Grupo Stratus, empresa de private equity com foco no middle market. A transação prevê o investimento de 350 milhões de reais, com um aporte inicial de 40 milhões de reais. Através desta operação, o Fundo Stratus passou a deter 42% do capital da empresa. Parte deste capital está sendo empregado na abertura de novos complexos e outra parte na aquisição de exibidores de menor porte. O plano de expansão da empresa é ambicioso: 42 novas unidades até 2017 e 500 até o ano de 2020. Em 2016, tornou-se na primeira companhia exibidora a obter registro de companhia aberta na CVM e no segmento Bovespa Mais (BM&FBovespa).
A Cinesystem encerrou o ano de 2015 no 5.o lugar entre os maiores exibidores do país por número de salas (perdendo apenas para Cinemark, Cinépolis, Grupo Severiano Ribeiro e Cinematográfica Araújo, respectivamente), detendo um market share de 3,2%. É presidida pelo seu fundador, o Sr. Marcos Barros, que permaneceu como acionista majoritário. Em maio de 2016, ele fazia parte da diretoria do Sindicato dos exibidores cinematográficos do Estado de São Paulo (SEECESP), entidade que congrega as empresas do setor.
Em janeiro de 2017 inaugurou o primeiro complexo de cinema 100% a laser da América Latina, com sistema de “Lobby Domination”, com monitores, caixas de som e videowalls integrados no foyer do cinema. Logo no segundo mês de atividade, foi eleito cinema mais confortável e de melhor som da capital paulista em 2017 pela Guia da Folha de S.Paulo. Em dezembro de 2018, a empresa anunciou mudanças na sua cúpula: o fundador e CEO Marcos Barros passou a ser o presidente do Conselho de Administração, sendo substituído na presidência o executivo Marcos Tartuci, que não pertencia aos quadros da empresa e possuía experiência no varejo, tendo atuado na rede de academia Smart Fit a nível nacional e latino. 

### 2021-presente
Em 2021 inaugurou no YouTube um canal para conteúdo digital, o CSYS+ (CSYS Plus Cinema Além do Filme). Em 15 de setembro de 2021 se juntou ao Cineart, GNC Cinemas e o Moviecom para a criação do Conebi (Consórcio Exibidores Brasileiros Independentes).
Em maio de 2024, o banco Itaú anunciou a venda da rede de cinema Espaço Itaú de Cinema e suas unidades restantes para o grupo Cinesystem, que as assumiu desde então.

## Público

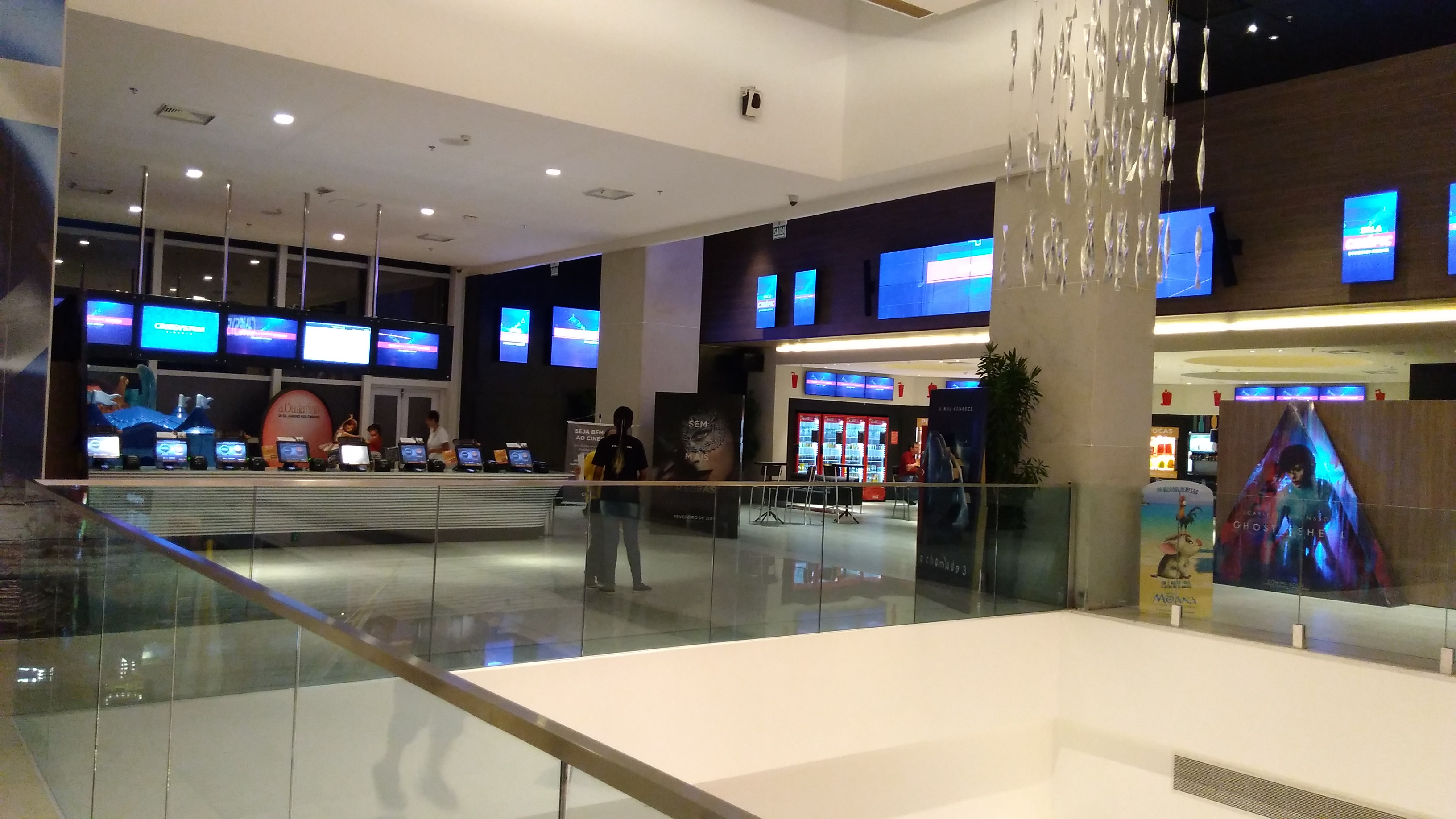
Bilheteria e autoatendimento do Cinesystem Morumbi Town de São Paulo, SP

Abaixo a tabela de público e sua evolução de 2008 até 2019, considerando o somatório de todas as suas salas a cada ano. A variação mencionada se refere à comparação com os números do ano imediatamente anterior. É possível perceber que a redução de público ocasionada pelo repasse de complexos para a Cineflix entre 2011 e 2012 foi compensado em 2014. No período avaliado, o crescimento da rede foi da ordem de 217,01%, tendo sido pouco afetado pela retração do público brasileiro de cinema dos anos de 2017 a 2019 
Os dados de 2008 a 2013 foram extraídos do banco de dados Box Office do portal de cinema Filme B, sendo que os números de 2014 e 2015 tem como origem o Database Brasil. Já os dados de 2016 em diante procedem do relatório "Informe Anual Distribuição em Salas Detalhado", do Observatório Brasileiro do Cinema e do Audiovisual (OCA) da ANCINE.
| Ano  | Público total | Ranking no país | Market Share | Variação |
| ---- | ------------- | --------------- | ------------ | -------- |
| 2008 | 2 302 761     | 9º              | 2,69%        | ano-base |
| 2009 | 3 978 750     | 8º              | 3,52%        | 72,78%   |
| 2010 | 5 751 388     | 5º              | 4,26%        | 44,55%   |
| 2011 | 6 042 295     | 5º              | 4,26%        | 5,06%    |
| 2012 | 4 959 272     | 10º             | 3,33%        | 17,92%   |
| 2013 | 5 493 241     | 13º             | 3,63%        | 10,77%   |
| 2014 | 6 412 682     | 6º              | 4,09%        | 16,74%   |
| 2015 | 6 918 796     | 6º              | 4,10%        | 7,89%    |
| 2016 | 7 487 857     | 6º              | 4,08%        | 7,89%    |
| 2017 | 7 494 711     | 6º              | 4,19%        | 0,09%    |
| 2018 | 7 299 889     | 5º              | 4,53%        | 2,60%    |
| 2019 | 7 873 101     | 5º              | 4,51%        | 7,85%    |

## Prêmio
- 2013: Prêmio ED (venceu}[33]